# Шарнірний робот

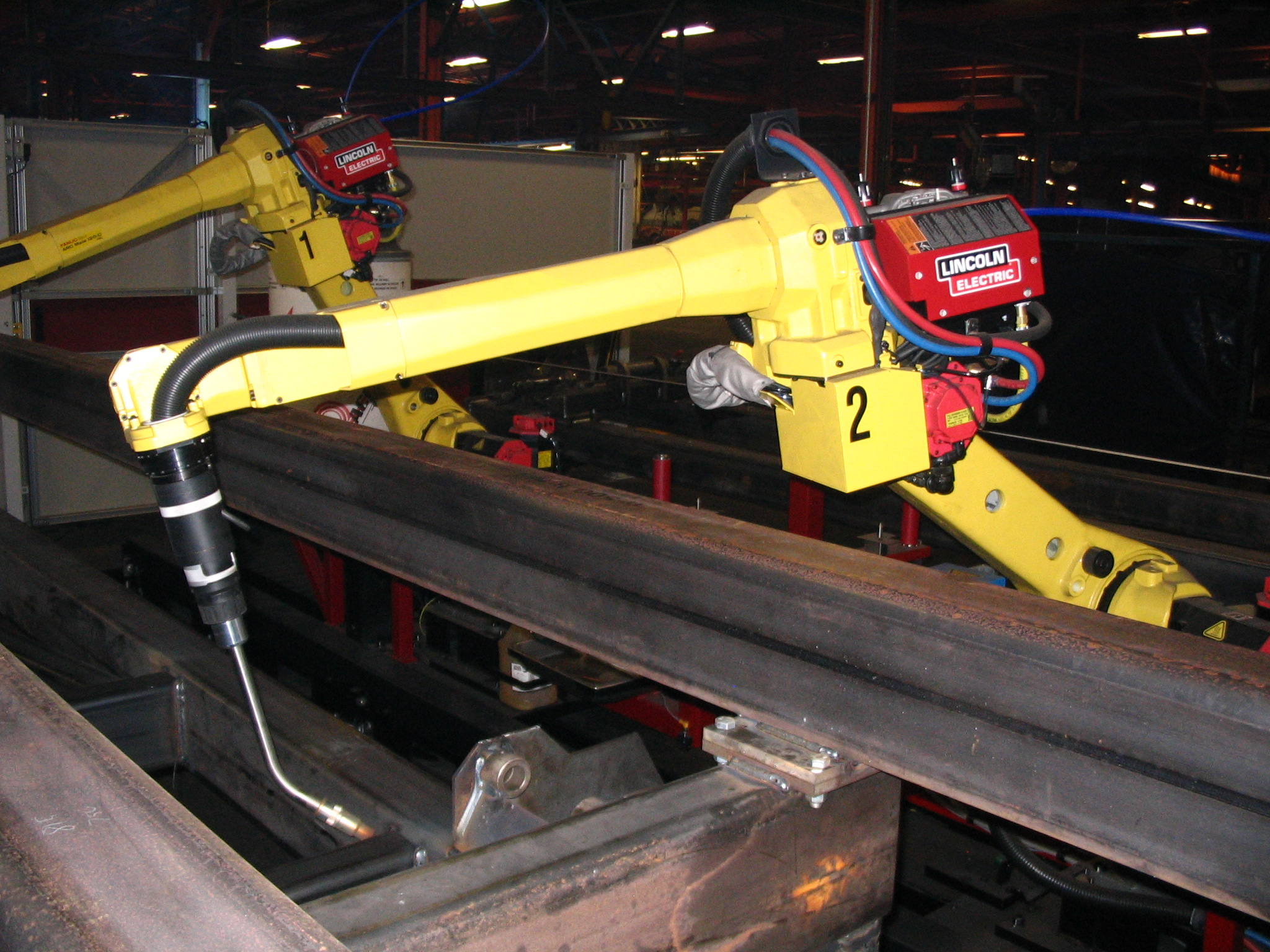
Шестиосьовий робот-зварювальник в процесі роботи

Шарнірний робот (англ. Articulated robot) — це робот обертальними кінцівками.[джерело?] Шарнірні роботи можуть бути різними за складністю: від одношарнірних до 10-ти та більше. Вони механізовані за допомогою різних засобів, включаючи електричні мотори. Деякі роботи із кінцівками (наприклад, роботоруки) можуть бути безшарнірними.

## Шарнірні роботи в дії

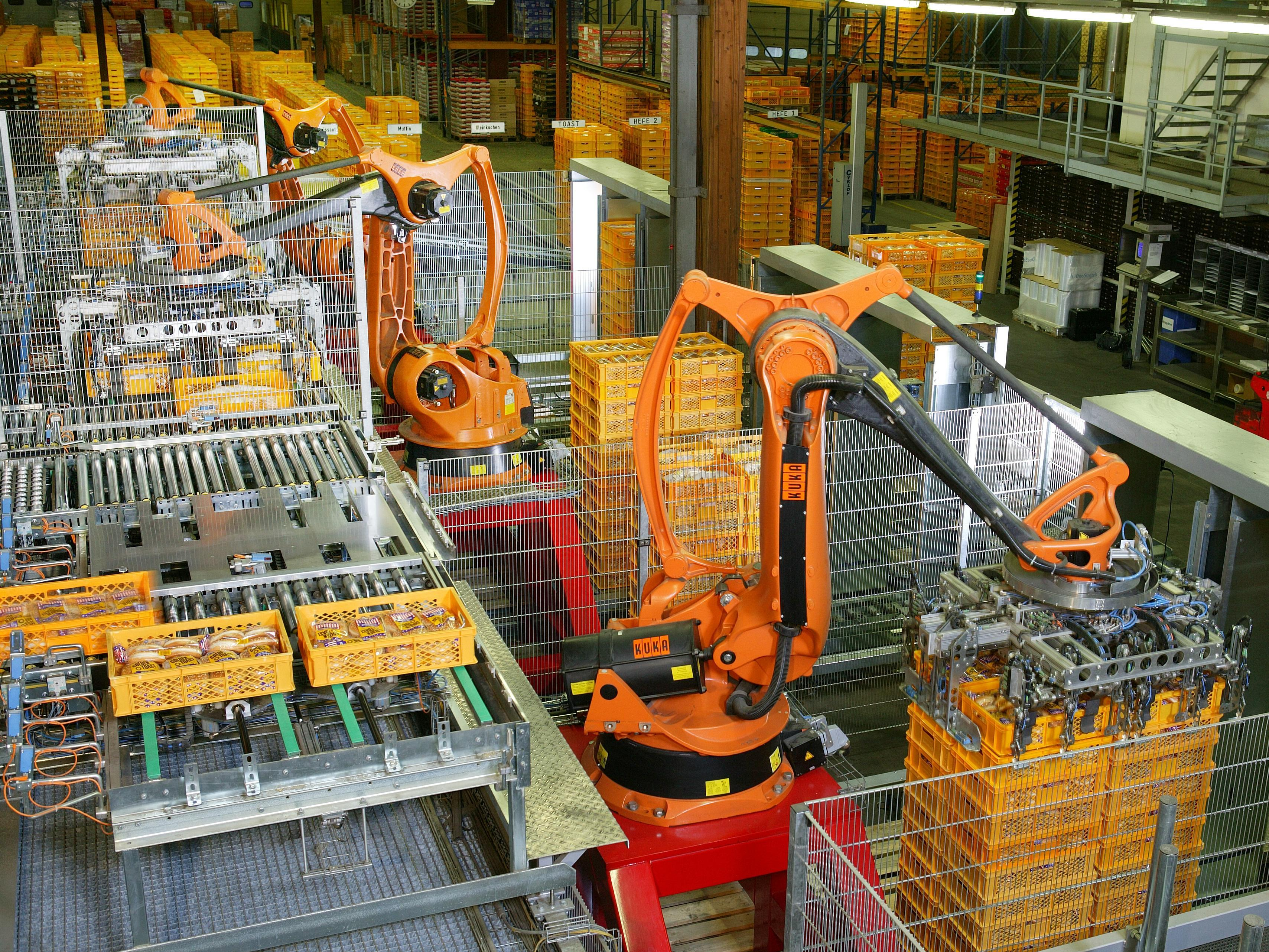
Обробка їжі в пекарні
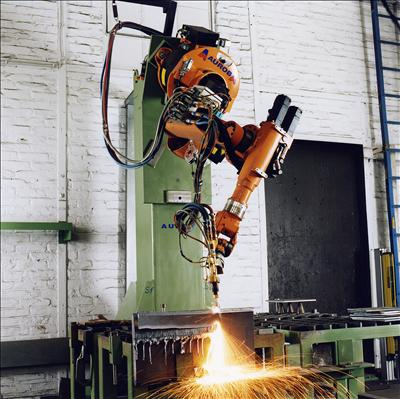
Виготовлення сталевих мостів, обрізка сталі
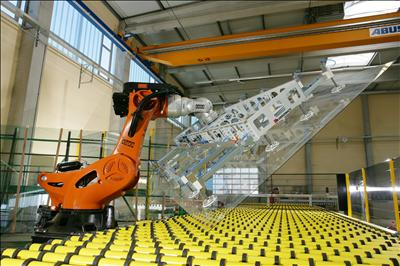
Робота із плоским склом
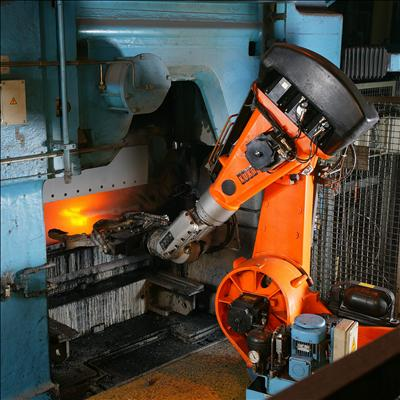
Автомазиція в литварній промисловості, термостійкий робот
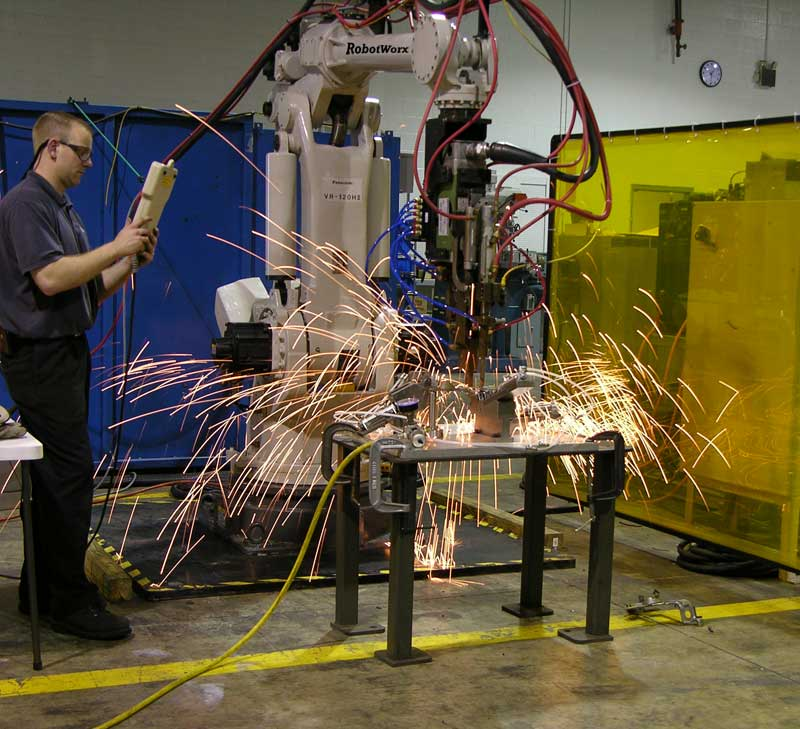
Точковий робот-зварювальник